# Southside With You
Southside with You is een Amerikaanse film uit 2016, geschreven en geregisseerd door Richard Tanne. De film ging in wereldpremière op 24 januari op het Sundance Film Festival in de U.S. Dramatic Competition.

## Verhaal
Chicago, 1989, de jonge rechtenstudent Barack Obama heeft een afspraak met de jonge advocate Michelle Robinson, nadat hij haar ontmoet heeft op het advocatenkantoor waar beiden werkzaam zijn. Hij weet haar over te halen voor een uitje naar het Art Institute of Chicago. Het wordt al snel duidelijk voor haar dat deze sigaretten rokende en vlotsprekende jongeman haar het hof maakt. Die avond slaan de vonken over en ze kussen voor de eerste maal buiten aan het ijssalon.

## Rolverdeling
| Acteur                | Personage                        |
| --------------------- | -------------------------------- |
| Tika Sumpter          | de jonge Michelle Robinson Obama |
| Parker Sawyers        | de jonge Barack Obama            |
| Vanessa Bell Calloway |                                  |

## Productie
Het idee voor de film werd ontwikkeld door Richard Tanne die in 2007 begon met het schrijven van het script. Het filmen begon op 13 juli 2015 op locatie in Chicago, Illinois en eindigde op 31 juli 2015. Er werd onder meer gefilmd in South Side, West Side en de Amstutz Expressway in Waukegan.